# إنماكولادا كروز
إنماكولادا كروز (8 ديسمبر 1960 - 4 أغسطس 2013) سياسية إسبانية ومعلمة منتسبًا إلى حزب العمال الاشتراكي الإسباني. تم انتخابها كعضو في مجلس الشيوخ الإسباني في عام 2011 عن مدينة كوينكا.
توفيت في 4 أغسطس 2013 بعد صراع طويل مع مرض السرطان.